# Lijst van burgemeesters van Bergen (Noord-Holland)
Dit is een lijst van burgemeesters van de Nederlandse gemeente Bergen in de provincie Noord-Holland.
| Ambtsperiode | Naam burgemeester             | Partij of stroming | Bijzonderheden                                                                                         |
| ------------ | ----------------------------- | ------------------ | --- |
| ~1466        | Adriaen van Thorenburch       |                    | Schout                                                                                                 |
| ~1483        | Aernt van Dam                 |                    | Schout                                                                                                 |
| <1641 - 1657 | Cornelis Adriaansz Goolen     |                    | Schout                                                                                                 |
| 1658 - 1673  | Jan Cornelisz Goolen          |                    | Schout                                                                                                 |
| 1673 - 1706  | Pieter Gerritsz Langh         |                    | Schout                                                                                                 |
| 1706 - 1736  | Anthonij de Lange             |                    | Schout                                                                                                 |
| 1737 - 1781  | Gerrit Sumerij                |                    | Schout                                                                                                 |
| 1782 - 1793  | Willem Lodewijk Ivangh        |                    | Schout                                                                                                 |
| 1793 - 1807  | Joost Ivangh                  |                    | Schout                                                                                                 |
| 1808 - 1852  | Hendrik van Vladeracken       |                    | Maire/schout/burgemeester                                                                              |
| 1852 - 1883  | Samuel Cornelis Simon Holland |                    | tevens burgemeester van Egmond-Binnen (1837-1883), Egmond aan Zee (1853-1883) en Wimmenum (1837?-1857) |
| 1883 - 1885  | J. Helder                     |                    | |
| 1885 - 1923  | Jacob van Reenen              |                    | |
| 1923 - 1942  | Henk van Reenen               |                    | |
| 1942 - 1943  | Jan Fijn                      | NSB                | Waarnemend, ook burgemeester van Egmond aan Zee en Egmond-Binnen, later burgemeester van Hilversum     |
| 1943 - 1944  | Arie Eriks                    | NSB                | Waarnemend                                                                                             |
| 1944 - 1945  | W.K. Sweerts                  | NSB                | Waarnemend                                                                                             |
| 1945 - 1946  | G.J. Lovink                   |                    | Waarnemend                                                                                             |
| 1946 - 1959  | Willem Huijgens               | PvdA               | |
| 1959 - 1960  | Hendrik Wytema                | PvdA               | Waarnemend, ook burgemeester van Alkmaar                                                               |
| 1960 - 1971  | Lo de Ruiter                  | PvdA               | Was burgemeester van Kuinre en Blankenham                                                              |
| 1971 - 1996  | Jan Ritsema                   | PvdA               | |
| 1996 - 2001  | Irma Günther                  | VVD                | Waarnemend                                                                                             |
| 2001 - 2007  | Paul de Winter                | D66                | |
| 2007 - 2008  | Fons Hertog                   | VVD                | Waarnemend                                                                                             |
| 2008 - 2020  | Hetty Hafkamp                 | GroenLinks         | |
| 2020 - 2021  | Peter Rehwinkel               | PvdA               | Waarnemend                                                                                             |
| 2021 - 2025  | Lars Voskuil                  | PvdA               | vanaf 25 oktober 2024 met verlof                                                                       |
| 2024 - heden | Marjan van Kampen-Nouwen      | CDA                | Waarnemend, ook burgemeester van Schagen                                                               |